# Amphibolurus muricatus
Amphibolurus muricatus é o nome científico de uma espécie de lagartos do gênero Amphibolurus, da família Agamidae, nativo do sul da Austrália. Originalmente foi descrita pelo inglês George Shaw no Journal of a Voyage to New South Wales, publicado em Londres, no ano de 1790.
Seu habitat natural são as florestas australianas, e eles são semi-arborícolas. Esta espécie tem tempo de vida estimado de quatro anos, o que é pouco para um lagarto. Eles alimentam-se principalmente de insetos e seus predadores naturais incluem vários tipos de mamíferos e répteis da região.